# Magilumiere Inc.
Magilumiere Inc. (japanisch 株式会社マジルミエ) ist eine Manga-Serie von Sekka Iwata, die von 2020 bis 2025 in Japan erschien. 2024 erschien eine Anime-Adaption von Studio J.C.Staff.

## Inhalt
Die Serie spielt in einer Welt, in der Magical Girls professionell gegen mysteriöse Kreaturen namens „Kaii“ kämpfen. Die frisch graduierte Kana Sakuragi, die Schwierigkeiten hat, eine Anstellung zu finden, wird durch einen Zufall in einen Kampf verwickelt. Dort trifft sie auf die erfahrene Magical Girl Hitomi Koshigaya und wird daraufhin vom Startup-Unternehmen „Magilumiere Co. Ltd.“ als zweites Magical Girl eingestellt. Zusammen mit ihren Kolleginnen, der talentierten Hitomi, dem exzentrischen Präsidenten Kouji Shigemoto, der Kundenbetreuerin Kaede Midorikawa und dem Magie-Ingenieur Kazuo Nikoyama, bewältigt Kana gefährliche Missionen und lernt die Herausforderungen und die Bedeutung des Magical-Girl-Berufs kennen.

## Veröffentlichung
Der Manga erschien von Oktober 2020 bis Juli 2025 im Magazin Shōnen Jump+ des Verlags Shūeisha. Die Kapitel wurden auch in bisher 17 Sammelbänden (Tankōbon) herausgebracht (Stand Juni 2025). Seit Januar 2025 erscheint eine deutsche Übersetzung von Martin Bachernegg bei Crunchyroll in bisher vier Bänden (Stand Juli 2025). Eine englische Übersetzung erscheint bei Viz Media, eine französische bei Kana und eine italienische bei J-Pop.

## Anime
Die Anime-Serie wurde von J.C.Staff produziert und unter der Regie von Masahiro Hiraoka umgesetzt, mit Shingo Nagai als Drehbuchautor. Das Charakterdesign entwarf Hidehiro Asama und die künstlerische Leitung lagen bei Kenta Ōshima und Miho Seri. Die 3D-Animationen leitete Kanae Ueki. Für die Computeranimationen war Yukitoshi Takigawa verantwortlich, für die Kameraführung Kōichi Gonda. Die 24 Minuten langen Folgen werden seit dem 8. Oktober 2024 von Nippon TV, BS NTV und AT-X in Japan ausgestrahlt. Die Plattform Prime Video veröffentlicht die Serie international per Streaming, unter anderem mit deutschen Untertiteln. Eine zweite Staffel wurde bereits angekündigt.

### Synchronisation
| Rolle            | Japanische Stimme (Seiyū) | Deutsche Stimme       |
| ---------------- | ------------------------- | --------------------- |
| Kana Sakuragi    | Fairouz Ai                | Stella Kohen          |
| Hitomi Koshigaya | Yumiri Hanamori           | Ava Geralis           |
| Kōji Shigemoto   | Rikiya Koyama             | Thomas Bischofberger  |
| Kaede Midorikawa | Ryōta Ōsaka               | Arthur Häring         |
| Kazuo Nikoyama   | Daiki Yamashita           | Lars Kenan Rahlenbeck |
| Mei Tsuchiba     | Chika Anzai               | Vera Ziethen          |

### Musik
Die Musik der Serie komponierte Makoto Miyazaki. Das Vorspannlied ist Order Made von Mafumafu und der Abspann ist unterlegt mit Workout von syudou.